# Adriana Martínez Dogiramá
Adriana Martínez Dogiramá (ca. 1972, Condoto, Chocó, Colombia) es una mujer indígena embera dóbida colombo-panameña conocida por ser, según algunas versiones, la imagen de la primera edición del billete de diez mil pesos colombianos, emitido por el Banco de la República de Colombia en 1992. Con un diseño preliminar de la artista colombiana Liliana Ponce de León, el grabado definitivo de la pieza, probablemente basado en una fotografía tomada por el antropólogo colombiano Mauricio Pardo en los años 1980, estuvo en manos del grabador italiano Trento Cionini. Es nieta de Floresmiro Dogiramá, un reconocido jaibaná (chamán) y dirigente embera de Colombia.

## Reseña biográfica
La información sobre la vida de Adriana Martínez Dogiramá es escasa y fragmentaria. Se sabe que recibió primero el nombre de Ariane en honor y remembranza de la antropóloga francesa Ariane Deluz, que había vivido con su familia por algún tiempo. También, que pasó sus primeros años en Santa María de Condoto, un pequeño poblado embera en el alto Baudó que había sido fundado por su abuelo, Floresmiro Dogiramá, en cumpimiento de un requerimiento de la Diócesis de Quibdó, por entonces a cargo de la educación indígena de parte del Chocó, un departamento del litoral de Colombia sobre el Pacífico. Así, Adriana hizo parte de la primera generación de indígenas de la región del alto río Baudó que recibieron educación primaria. 
Hija de Dolorosa Dogiramá y Alfredo Martínez, contrajo matrimonio con Licinio Banubio en 1988. Poco después, el matrimonio establece su residencia en puerto Indio, en Nuquí (un municipio chocoano). Allí su marido administra una tienda. En el año 2000, después de ser acusado por paramilitares de ser un colaborador de la guerrilla, emigran hacia el Darién panameño. Ocho años después, en el 2008, se desplazan a la ciudad de Colón, en donde empiezan a trabajar, en compañía de sus hijos, como operadores turísticos. Finalmente, en el 2019, pasan al poblado turístico de Cimarrón Paraíso, ubicado sobre las orillas del lago Gatún.

## La historia del billete
En el año 1988 el Banco de la República abrió una convocatoria de diseño para la emisión de un billete conmemorativo por el quinto centenario del primer desembarco español en América. Aunque el concurso no tuvo un ganador claro, finalmente se seleccionó la propuesta de la artista colombiana Liliana Ponce de León, que había trabajado sobre un retrato de 1973 que el filósofo y antropólogo colombiano Fernando Urbina Rangel le había hecho a Eulalia Tapí, una mujer embera de Catrú, en el alto río Baudó de Colombia. Cuando el diseño llegó a manos de Urbina, que apenas entonces se enteraba, rápidamente alertó al banco acerca de algunas imprecisiones, puesto que en el relato oficial que se iba formando Eulalia era descrita como una «indígena sibundoy». Urbina, además, reclamó ante el banco el reconocimiento de derechos de autoría por el uso de la fotografía. Aunque el banco reconoció la autoría, evadió hábilmente el alegato, según cuenta Urbina en una carta dirigida a Bernardo González White, un numismático colombiano, recurriendo a una fotografía alternativa en su archivo, que, de acuerdo con una reciente investigación numismática, finalmente sería la base para el motivo principal del billete emitido. La fotografía, que retrata a Adriana Martínez Dogiramá prolijamente ataviada, apareció en el número 18 del Boletín del Museo del Oro de Colombia en 1987, habiendo sido tomada por Mauricio Pardo en Santa María de Condoto, Chocó, en 1986, cuando Adriana tenía solo 14 años.
En un hecho excepcional para la historia numismática de Colombia, tal vez entrando en una ecléctica selección de casos similares en todo el mundo, Adriana Martínez Dogiramá sería una de las pocas personas, sino la única, que ha alcanzado notoriedad tras su aparición como la imagen de un billete, y no a la inversa.

## Recepción mediática
En septiembre del 2024 la revista Semana publicó en primicia una nota periodística anunciando la aparición de una mujer que reclamaba ser la imagen del billete. La noticia despertó inmediatamente el interés de los medios y rápidamente apareció un aluvión de notas, reportajes y debates radiales.

## Estado del asunto
El Banco de la República se pronunció sobre la cuestión en el año 2023 aduciendo que la efigie
[...] constituye una obra original en sí misma que se inspiró en varias imágenes y fotografías de la comunidad indígena y de las mujeres Emberá, recogiendo en dicho diseño original las características y rasgos propios de dicha cultura, más no la imagen propia, indentificable, inherente e individual de alguna persona particular.
A falta de un fallo judicial, y a pesar de la investigación numismática que parece respaldar la versión de Adriana Martínez Dogiramá, el Banco de la República sostiene que el ícono del billete es una creación original. Esta versión ha sido criticada por antropólogos y numismáticos, no solo a la luz de la evidencia y el cotejo forense que establecieron la extraordinaria similitud de la imagen principal del billete con el retrato de Adriana, algo que hace improbable en grado extremo que se trate de una casualidad, sino en consideración de un posible prejuicio racista que asevera que los miembros de las poblaciones indígenas americanas son indistinguibles. En noviembre del 2024, pasado el revuelo mediático, Adriana Martínez volvió a Colombia después de varios años de ausencia y tras superar varias dificultades migratorias. En Bogotá atendió entrevistas y se presentó ante la Sociedad Numismática de Colombia, además de reunirse con parientes y representantes del pueblo emberá dóbida instalados en la ciudad. 

## Documentales
El 25 de noviembre del 2024, Adriana Martínez Dogiramá apareció en el programa dominical de investigación Los informantes, de la cadena colombiana de televisión privada Caracol. Ese mismo año, la productora Armadillo Films empezó la grabación de un documental acerca de varias de las mujeres que han figurado en la iconografía del papel moneda de Colombia, incluyendo a Policarpa Salavarrieta, Virginia Gutiérrez de Pineda y Adriana Martínez Dogiramá, todas ellas en distintas ediciones del billete de diez mil pesos colombianos.